# Cua càng vàng
Chú cua với chiếc càng bằng vàng (tiếng Pháp: Le Crabe aux pinces d'or) là tập thứ 9 trong loạt truyện Những cuộc phiêu lưu của Tintin của Hergé. Câu chuyện được đăng trên báo Bỉ từ 1940 đến 1941.